# The Birdcage
The Birdcage is een Amerikaanse komediefilm uit 1996 die geregisseerd werd door Mike Nichols. Het is de Amerikaanse remake van de Franse film La Cage aux folles uit 1978.
The Birdcage werd genomineerd voor onder meer een Academy Award voor de artdirection en Golden Globes voor beste komedie en beste komedieacteur (Nathan Lane). Daarnaast won de film daadwerkelijk American Comedy Awards voor grappigste hoofdrolspeler (Lane) en grappigste bijrolspeelster (Dianne Wiest) en een Screen Actors Guild Award voor het spel van alle acteurs.

## Verhaal
Val en Barbara zijn verloofd. Lange tijd hebben ze willen voorkomen dat hun ouders elkaar zouden ontmoeten maar het moet er nu toch echt van komen. Dit lijkt echter niet erg simpel. Vals vader Armand is eigenaar van een homobar met de naam The Birdcage. Zijn vriend, Albert, treedt hier op als dragqueen. Barbara's vader is een ultraconservatieve senator van de Republikeinse Partij. Om een verkeerde reactie van Barbara's ouders te voorkomen wordt een rollenspel in gang gezet.

## Rolverdeling
| Acteur             | Personage                          |
| ------------------ | ---------------------------------- |
| Robin Williams     | Armand Goldman                     |
| Nathan Lane        | Albert Goldman                     |
| Gene Hackman       | senator Kevin Keeley               |
| Dianne Wiest       | Louise Keeley                      |
| Dan Futterman      | Val Goldman                        |
| Calista Flockhart  | Barbara Keeley                     |
| Hank Azaria        | Agador                             |
| Christine Baranski | Katherine Archer                   |
| Grant Heslov       | fotograaf van de National Enquirer |